# Callipo Sport 2019-2020
Questa voce raccoglie le informazioni riguardanti la Callipo Sport nelle competizioni ufficiali della stagione 2019-2020.

## Organigramma societario
Area direttiva
- Presidente: Filippo Callipo
- Vicepresidente: Filippo Maria Callipo, Giacinto Callipo
- Team manager: Giuseppe Defina
- Direttore sportivo: Ninni De Nicolo
- Addetto agli arbitri: Vincenzo Pugliano
- Assistente spirituale: Enzo Varone
- Manager del palasport: Franco Nesci
- Responsabile tecnico: Nicola Agricola
- Segreteria generale: Rosita Mercatante
- Logistica palasport: Isaac Baah, Rosario Pardea

Area tecnica
- Allenatore: Juan Manuel Cichello
- Allenatore in seconda: Giancarlo D'Amico
- Scout man: Saverio Di Lascio
- Responsabile settore giovanile: Nicola Agricola
- Responsabile video check: Roberto Lanza

Area comunicazione
- Responsabile comunicazione: Rosita Mercatante
- Speaker: Rino Putrino

Area marketing
- Responsabile marketing: Filippo Maria Callipo
- Biglietteria: Rosita Mercatante

Area sanitaria
- Medico: Nicola Basilio Arena
- Preparatore atletico: Pasquale Piraino
- Fisioterapista: Federico Aoli
- Osteopata: Angelo Pellicori
- Ortopedico: Valerio Mastroianni

## Rosa
| N° | Nome                  | Ruolo | Data di nascita  | Nazionalità sportiva |
| -- | --------------------- | ----- | ---------------- | -------------------- |
| 1  | Stefano Mengozzi      | C     | 6 maggio 1985    | Italia               |
| 3  | Sebastiano Marsili    | P     | 8 dicembre 1996  | Italia               |
| 4  | Marco Pierotti        | S     | 19 giugno 1996   | Italia               |
| 5  | Aboubacar Neto        | O     | 16 febbraio 1994 | Brasile              |
| 6  | Marco Vitelli         | C     | 4 aprile 1996    | Italia               |
| 8  | Swan N'Gapeth         | S     | 9 gennaio 1992   | Francia              |
| 9  | Timothée Carle        | S     | 30 novembre 1995 | Francia              |
| 10 | Barthélémy Chinenyeze | C     | 28 febbraio 1998 | Francia              |
| 11 | Marco Rizzo           | L     | 2 gennaio 1990   | Italia               |
| 12 | Simone Sardanelli     | L     | 3 maggio 1994    | Italia               |
| 13 | Torey DeFalco         | S     | 10 aprile 1997   | Stati Uniti          |
| 15 | Simon Hirsch          | O     | 3 aprile 1992    | Germania             |
| 17 | Michele Baranowicz    | P     | 5 agosto 1989    | Italia               |

## Mercato
| Acquisti | Acquisti              | Acquisti            | Acquisti   |
| R.       | Nome                  | da                  | Modalità   |
| -------- | --------------------- | ------------------- | ---------- |
| P        | Michele Baranowicz    | Halkbank            | definitivo |
| S        | Timothée Carle        | Gazélec Ajaccio     | definitivo |
| C        | Barthélémy Chinenyeze | Tours               | definitivo |
| S        | Torey DeFalco         | CSU Long Beach      | definitivo |
| O        | Aboubacar Neto        | Funvic              | definitivo |
| O        | Simon Hirsch          | Powervolley Milano  | definitivo |
| S        | Swan N'Gapeth         | Top Volley Latina   | definitivo |
| S        | Marco Pierotti        | Modena              | definitivo |
| L        | Marco Rizzo           | Milano              | definitivo |
| L        | Simone Sardanelli     | Rinascita Lagonegro | definitivo |

| Cessioni | Cessioni            | Cessioni           | Cessioni   |
| R.       | Nome                | a                  | Modalità   |
| -------- | ------------------- | ------------------ | ---------- |
| O        | Mohamed Al Hachdadi | Funvic             | definitivo |
| S        | Carlos Barreto      | Paris              | definitivo |
| L        | Paolo Cappio        | Macerata           | definitivo |
| O        | Damian Domagała     | Cuprum Lubin       | definitivo |
| C        | Leonardo Focosi     | Cuneo              | definitivo |
| S        | Tomás López         | Ciudad             | definitivo |
| L        | Davide Marra        | Emma Villas        | definitivo |
| C        | Luca Presta         | Mondovì            | definitivo |
| S        | Tom Strohbach       | Herrsching         | definitivo |
| S        | Todor Skrimov       | Enisej             | definitivo |
| P        | Tsimafei Zhukouski  | Sir Safety Perugia | definitivo |

## Risultati

### Superlega

#### Girone di andata
| 2ª giornata - 27 ottobre 2019 PalaSanLazzaro, Padova                      | Padova             | 3 - 0 | Callipo           | 26-24, 25-23, 25-23               |
| 3ª giornata - 6 novembre 2019 PalaCalafiore, Reggio Calabria              | Callipo            | 1 - 3 | Trentino          | 16-25, 25-21, 18-25, 22-25        |
| 4ª giornata - 10 novembre 2019 PalaBanca, Piacenza                        | You Energy         | 3 - 2 | Callipo           | 25-18, 25-18, 20-25, 36-38, 15-10 |
| 5ª giornata - 13 novembre 2019 PalaCalafiore, Reggio Calabria             | Callipo            | 0 - 3 | Argos             | 14-25, 22-25, 25-27               |
| 6ª giornata - 17 novembre 2019 PalaEvangelisti, Perugia                   | Sir Safety Perugia | 3 - 0 | Callipo           | 25-17, 25-17, 25-17               |
| 7ª giornata - 20 novembre 2019 PalaCalafiore, Reggio Calabria             | Callipo            | 3 - 0 | BluVolley Verona  | 25-17, 25-18, 25-20               |
| 8ª giornata - 24 novembre 2019 PalaCalafiore, Reggio Calabria             | Callipo            | 1 - 3 | Lube              | 27-25, 18-25, 17-25, 21-25        |
| 9ª giornata - 4 dicembre 2019 PalaLido, Milano                            | Powervolley Milano | 3 - 1 | Callipo           | 22-25, 25-17, 25-19, 25-18        |
| 10ª giornata - 1º dicembre 2019 PalaCalafiore, Reggio Calabria            | Callipo            | 2 - 3 | Porto Robur Costa | 20-25, 25-22, 21-25, 25-22, 13-15 |
| 11ª giornata - 8 dicembre 2019 Palazzetto dello Sport, Cisterna di Latina | Top Volley Latina  | 2 - 3 | Callipo           | 22-25, 26-28, 25-18, 25-23, 15-17 |
| 12ª giornata - 15 dicembre 2019 PalaValentia, Vibo Valentia               | Callipo            | 3 - 2 | Milano            | 25-21, 18-25, 25-16, 23-25, 15-11 |
| 13ª giornata - 22 dicembre 2019 PalaPanini, Modena                        | Modena             | 3 - 1 | Callipo           | 25-23, 25-19, 21-25, 25-10        |

#### Girone di ritorno
| 15ª giornata - 21 febbraio 2020 PalaMaiata, Vibo Valentia         | Callipo           | 3 - 1 | Padova             | 24-26, 25-20, 25-22, 25-23        |
| 16ª giornata - 19 gennaio 2020 PalaTrento, Trento                 | Trentino          | 3 - 1 | Callipo            | 25-23, 25-23, 13-25, 25-21        |
| 17ª giornata - 25 gennaio 2020 PalaCalafiore, Reggio Calabria     | Callipo           | 0 - 3 | You Energy         | 22-25, 19-25, 21-25               |
| 18ª giornata - 2 febbraio 2020 PalaCoccia, Veroli                 | Argos             | 0 - 3 | Callipo            | 21-25, 19-25, 20-25               |
| 19ª giornata - 5 febbraio 2020 PalaMaiata, Vibo Valentia          | Callipo           | 1 - 3 | Sir Safety Perugia | 25-22, 21-25, 22-25, 21-25        |
| 20ª giornata - 8 febbraio 2020 PalaOlimpia, Verona                | BluVolley Verona  | 3 - 1 | Callipo            | 22-25, 25-21, 28-26, 31-29        |
| 21ª giornata - 16 febbraio 2020 PalaCivitanova, Civitanova Marche | Lube              | 3 - 0 | Callipo            | 25-19, 25-23, 25-17               |
| 22ª giornata - 11 marzo 2020 PalaMaiata, Vibo Valentia            | Callipo           | -     | Powervolley Milano | annullata                         |
| 23ª giornata - 4 marzo 2020 PalaDeAndré, Ravenna                  | Porto Robur Costa | 3 - 2 | Callipo            | 25-20, 24-26, 18-25, 25-22, 15-13 |
| 24ª giornata - 14 marzo 2020 PalaMaiata, Vibo Valentia            | Callipo           | -     | Top Volley Latina  | annullata                         |
| 25ª giornata - 22 marzo 2020 Palazzetto dello Sport, Monza        | Milano            | -     | Callipo            | annullata                         |
| 26ª giornata - 29 marzo 2020 PalaMaiata, Vibo Valentia            | Callipo           | -     | Modena             | annullata                         |

## Statistiche

### Statistiche di squadra
| Competizione | Punti | In casa | In casa | In casa | In trasferta | In trasferta | In trasferta | Totale | Totale | Totale |
| Competizione | Punti | G       | V       | P       | G            | V            | P            | G      | V      | P      |
| ------------ | ----- | ------- | ------- | ------- | ------------ | ------------ | ------------ | ------ | ------ | ------ |
| Superlega    | 16    | 9       | 3       | 6       | 11           | 2            | 9            | 20     | 5      | 15     |
| Totale       | -     | 9       | 3       | 6       | 11           | 2            | 9            | 20     | 5      | 15     |

G = partite giocate; V = partite vinte; P = partite perse